# 梅莉迪丝·格蕾
梅莉迪丝·格蕾（英語：Meredith Grey）医生是美国广播公司在美国播出的医务剧《实习医生格蕾》中的一个虚构角色。这个角色由该剧集的制片人珊达·莱梅斯创作，女演员艾伦·旁派扮演，是这部剧集的主角。她起初是以外科实习生的身份进入节目中虚构的西雅图仁爱医院（后相继更名为西雅图仁爱西慈医院、格蕾斯隆纪念医院），逐渐成长为住院医师，并最终成为主治医生。作为世界著名外科医生艾莉丝·格蕾的女儿，梅莉迪丝每天既要做好主治医生的工作，维持与一夜情男友，之后成为丈夫的另一位主治医生德里克·谢柏德（帕特里克·丹普西饰）的关系，还要处理好与一众同事的友谊以及刚刚获得的新妈妈身份。
梅莉迪丝·格蕾是《实习医生格蕾》中大部分剧集的解说员，也是大部分剧集的焦点所在。旁派和丹普西之间的关系被称赞为本剧的一个亮点所在。莱梅斯曾概括这个角色的性格特点是不相信什么简单的好和坏，而是坚持去做自己认为正确的事情。旁派因扮演该角色获得了多个奖项提名，其中也有数项胜出。梅莉迪丝·格蕾也获得了电视评论员的正面评价，《纽约时报》的亚历山大·斯坦利（Alessandra Stanley）形容她是“《实习医生格蕾》里的女主角”。艾伦·旁派原本只签订了8季的合同，因此曾有过她将在之后离开节目的传闻，之后莱梅斯宣布《实习医生格蕾》将会有第9季回归时也传出过类似的猜测。之后电视新闻、信息和剧透网站报道称旁派和其他一众演员一起又签订了两年的合约。

## 故事线索
梅莉迪丝·格雷的妈妈艾莉丝·格蕾曾是位世界知名的外科医生，之后因患上阿兹海默病而退休。梅莉迪丝毕业于达特茅斯学院，就在以外科实习生的身份进入西雅图仁爱医院上班的前一天晚上，她与一位在酒吧认识的陌生男子德里克·谢柏德发生了一夜情。谁料想，次日她一上班就发现，这个男人竟然是仁爱医院的新任神經外科主治医生。梅莉迪丝被分配到普外住院医师米兰达·贝利（钱德拉·威尔森饰）手下实习，并很快和另外几位实习医生如乔治·欧麦利（T·R·奈特饰）、亚历克斯·卡雷夫（賈斯汀·錢柏斯饰）、伊兹·史蒂文斯（凱瑟琳·海格饰）和克莉丝汀娜·杨（吳珊卓饰）等人成为朋友。梅莉迪丝起初对谢柏德的追求感到抗拒，但两人之后还是开始了交往。可是之后当谢柏德的妻子艾蒂森·蒙哥马利（Addison Montgomery，凯特·沃什饰）也来到这所医院时，她才知道原来谢柏德已经结婚了。谢柏德在两个女人之间挣扎了一阵之后，还是选择回到太太身边，感到万念俱灰的梅莉迪丝为了转移自己的注意力而开始寻找自己的生父萨切尔，后者在她儿时并没有尽到一个父亲应该承担的责任。梅莉迪丝得知萨切尔之后再婚并有了另外两个女儿，所以从来没有和母亲争取过自己的抚养权。格蕾和多位男性发生过一夜情，其中还有一次是和深爱着她的乔治·欧麦利，可是两人正在做爱时她忽然哭了起来，两人的友谊也因此告一段落。格蕾还和兽医芬·丹德里奇（克里斯·奧唐納饰）有过一段交往，但之后她还是选择分手而回到了谢柏德身边。
一天，艾莉丝·格蕾突然清醒过来，表示对女儿梅莉迪丝非常失望，因为自己是非常有天份和才华的医生，而女儿的能力却很是普通。之后在一次渡船事故中梅莉迪丝被击落海中，后被谢柏德救起。她经历了一次濒临死亡的体验，自己在“来世”苏醒，并且“遇见”了一些已经过世的熟人。艾莉丝这时去世了，梅莉迪丝于是又“看见”了母亲，后者告诉女儿，她很有才华，绝对不是一个“普通”的人，并催促她赶快醒过来。随后，梅莉迪丝在心肺复苏终于被救活了。经过足够的实习并通过考核后，梅莉迪丝成为了一位住院医生，她同父异母的妹妹莱克西·格蕾（凯乐·利饰）也来到西雅图仁爱医院，成为一名外科实习医生。梅莉迪丝起初对莱克西的友好感到抗拒，但随着时间的推移而逐渐软化下来接受了对方。谢柏德希望可以让两人的关系更进一步，对此梅莉迪丝感到不情愿，两人再度分手。谢柏德开始和一位名叫罗丝（Rose）的护士约会，而梅莉迪丝则开始面见治疗师怀特医生（Dr. Wyatt，埃米·马迪根饰），希望能够从此追寻幸福。梅莉迪丝发起了一项神经外科的临床试验，请谢柏德来做顾问。试验经历了多次失败，但最终他们治疗的病人活了下来，兴奋之余，梅莉迪丝和谢柏德又走到了一起并同居了。之后，伊兹·史蒂文斯经诊断发现已经患有第四期的遠端轉移黑色素瘤，在梅莉迪丝的劝说下，谢柏德决定为史蒂文斯进行手术，并随后在医院的电梯向梅莉迪丝求婚。史蒂文斯开始为两人策划一个完美的婚礼，对此梅莉迪丝感到有些不情不愿，可就在婚礼当天，谢柏德发现史蒂文斯还患有另一种脑肿瘤，于是他和梅莉迪丝转为安排史蒂文斯和亚历克斯·卡雷夫结婚。
梅莉迪丝和谢柏德通过把各自的结婚誓言写在一张便利貼上结婚了。之后，梅莉迪丝的生父萨切尔因为妻子苏珊（Susan）的逝世而开始酗酒，并因此患上肝功能衰竭。莱克西愿意捐献肝脏挽救父亲，但他们的器官却并不匹配。莱克西转而恳求梅莉迪丝，后者一开始很不愿意，但最终还是同意进行器官移植，捐出一部分肝脏挽救萨切尔的生命。此后，梅莉迪丝发现自己怀孕了，但是却有一位已故病人的丈夫因为悲痛和愤怒持枪进入医院杀死了包括医生、保安在内的多人，此人的目标是谢柏德，最终谢柏德幸免于难，可梅莉迪丝却因为此次危机而流产。她还得知自己的子宫不利于婴儿成长，这让她开始考虑自己是否还有其他遗传方面的缺陷。谢柏德担心妻子也会患上阿兹海默病，于是发起一次临床试验，希望能攻克这一不治之症，梅莉迪丝也和丈夫一起进行这一试验。医院外科主任医生理查德·韦伯（Richard Webber，小詹姆斯·皮肯斯饰）的妻子阿黛尔（Adele）被诊断出患有阿兹海默病后进入了谢柏德夫妇的临床试验治疗，梅莉迪丝擅自篡改了阿黛尔所拿到的药物，让后者在双盲试验中可以获得真正的试验药品而非安慰剂。
谢柏德夫妇决定收养一个来自马拉维，名叫佐拉（Zola）的孤女并正式登记结婚。可是此时梅莉迪丝擅自篡改临床试验药物的行为东窗事发，美国食品药品监督管理局取消了谢柏德的试验。谢柏德因此与梅莉迪丝发生严重冲突，两人一度分居，格蕾也被医院解雇，同时他们收养佐拉的资格也开始被质疑。后来理查德·韦伯主动辞去外科主任一职，替梅莉迪丝负起篡改药物的责任。谢柏德和梅莉迪丝也选择和解，而且成功领养了佐拉。为了避免工作中出现更多冲突，梅莉迪丝退出了谢柏德的神经外科，转而专攻普通外科。随着身为住院医生的最后一年即将结束，多名住院医生开始在全国各地医院寻找最适合自己特长项目的工作。他们还需要参加美國醫師執照考試，梅莉迪丝成功通过后决定到另一个城市工作，在第8季的最后一集《空难》中，梅莉迪丝、莱克西、谢柏德、杨、马克·斯隆（埃里克·迪恩饰）以及儿科医生亚利桑那·罗宾斯（杰西卡·卡普肖饰）乘坐的航班发生空难，莱克西和斯隆都离开了人世。
获救后，梅莉迪丝成为西雅图仁爱西慈医院的主治医生。由于对手下要求严格，一众新来的实习医生给她起了个绰号“美杜莎”。之后梅莉迪丝再度怀孕。医院因空难受到起诉，最终被判疏忽罪名成立，包括梅莉迪亚、谢柏德、杨和罗宾斯在内的每一位受害者获得了1500万美元的赔偿，同时因保险公司认为这是医院疏忽导致而拒绝赔偿，因此医院频临破产。为了避免医院关门，几位获得赔偿的医生，罗宾斯的同性恋人凯丽·托雷斯（莎拉·拉米尔兹饰）在哈珀－艾弗里基金会（Harper-Avery Foundation）的帮助下共同出资买下了医院，大家都成了新的董事会成员，并把西雅图仁爱西慈医院更名为格蕾·斯隆纪念医院来纪念空难中遇难的两位亲人/同事。在梅莉迪丝的请求下，米兰达·贝利为她进行了基因作图检测，希望可以知道自己是否像母亲那样也有着阿兹海默病的基因，测试结果显示，梅莉迪丝有多项基因存在这一病症的遗传标记。
在第9季的结尾，梅莉迪丝生下了一个儿子。由于胎儿体位不正，生产过程并不顺利，最后是通过剖宫产生下来的。之后缝合的过程中出现了大出血，神智依然清醒的梅莉迪丝诊断自己出现了弥散性血管内凝血。最后贝利通过脾脏切除手术挽救了梅莉迪丝的生命，她也因此和谢柏德一起给儿子起命叫贝利。

## 发展

### 演员和创作

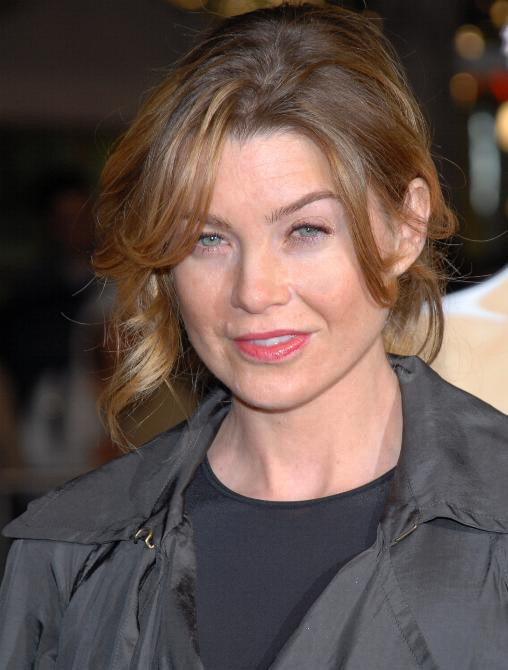
艾伦·旁派是否会在合同到期后继续出演梅莉迪丝·格雷一直是个受到关注和猜测的问题

在发现《实习医生格蕾》以前，女演员艾伦·旁派已经花了一年的时间看过多部剧本，来寻找一个适合自己的角色。对于为梅莉迪丝·格蕾一角演员的选择，该剧主创人珊达·莱梅斯曾表示：“我一直都在说，需要找一个像《月光旅程》里面那样的女孩，等过了一段时间以后就变成了，‘我们觉得就能找来《月光旅程》里面那个女孩子。’我花了一些时间了解她，然后我们就一起开始为片中的男性角色选择演员。”莱梅斯表示对梅莉迪丝·格蕾一角演员的选择并不是一件很简单的事情。莱梅斯确认旁派将出演梅莉迪丝·格蕾一角，后者曾与美国广播公司有过协议，并已经在电视台试演了一集试播节目。曾有报道猜测旁派是剧集中选定的第一个演员，但她表示对此不知情。对于自己是如何创作出梅莉迪丝一角的问题，莱梅斯回答：
|  | “我经常穿着睡衣呆在家里写作，然后我不停地问自己：‘女主角到底应该是什么样的女人？’我觉得她应该犯过一些大错。而且梅莉迪丝还有着别的问题：她试图要在外科领域达到母亲那样的高度。梅莉迪丝的妈妈基本上没有在女儿身上花什么时间，她如今还因为患有阿兹海默病连女儿都不认识了。” |

《实习医生格蕾》中格蕾指的就是梅莉迪丝·格蕾，《洛杉磯時報》的玛丽·麦克纳马拉形容这个角色“不好相处、独立又有些野心，但由于母亲曾是位天才外科医生，如今却遭受着阿兹海默病的折磨而感到矛盾”。梅莉迪丝也是大多数剧集的解说员，就像《欲望城市》里由莎拉·潔西卡·帕克扮演的凱莉·布雷蕭一样。旁派起初签订出演《实习医生格蕾》的合同到期后，她谈判并签订了一份新合同，其中规定她可以因出演的每集获得20万美元的片酬，这也是剧集所有演员中最高的。2012年，《福布斯》称艾伦·旁派是片酬第8高的电视女演员，平均每出演一集《实习医生格蕾》为她获得了27.5万美元的收入。
旁派出演《实习医生格蕾》的第二份合约在节目的第8季结束后到期，有报道猜测她之后将不再出演。2011年9月，旁派表示自己如果获得邀请将有意给自己的合同续期。她向《电视指南》杂志表示：“我永远都不会（把《实习医生格蕾》）拒之门外。只要里面的故事仍然诚恳而真实，而且帕特里克（·丹普西）和我仍然觉得其中拥有可以让我们充满热情的内容，就仍然好过每天朝九晚五那样上班。如果粉丝们希望我们继续演下去，我们就会照办，因为我们的一切都拜他们所赐。”网站于2012年5月报道称旁派和其他一众演员都已经签下了继续出演剧集两年的合同。随着《赫芬顿邮报》宣布《实习医生格蕾》确定会有第9季出归，旁派也回到了剧组参加演出。

### 特点
梅莉迪丝是剧集的主角和焦点，《实习医生格蕾》的制作人称这个角色“聪明能干，优柔寡断，很有同情心但也很容易分心，经常直言不讳”。旁派表示自己不知道这个角色要怎么样才会感到快乐，她还补充道：“我（和丹普西在一起）的镜头全都一样——不是分手就是做爱。”在过去的几季节目中，这个角色的性格也从压抑逐渐“修复”得更加快乐。旁派在接受《早安美國》采访时表示：“能够拥有帕特里克，我真是太幸运了，我们有非常好的关系和强烈的化学反应，就像其他所有恋情那样会有起有落，但我们都挺了过来，我们找到了长久相处的方法并且彼此信赖。”而在接受《娱乐周刊》采访时旁派表示：“和帕特里克在一起感觉有些尴尬，因为他就像我哥哥一样。每当摄影机一关我就好像会说：‘把手从我屁股上拿开。’但想到有数百万的女粉丝希望得到这种待遇，我觉得自己也有义务要让粉丝满意。”莱梅斯在节目第2季时使用一条名叫的狗来喻示梅莉迪斯和德里克之间的恋情发展，她把梅莉迪斯的性格定位成会坚持去做自己认为正确的事情：
|  | 梅莉迪丝是那个把手放在病人体内一个炸弹上的女孩。梅莉迪丝是那个试图帮助一个连环杀手自杀，以便他能捐献出自己器官的女孩。很明显，梅莉迪丝有着这么一种走向灰色（grey，英文与格蕾相同）阴影的直觉，她不相信简单的黑和白，好与坏，她会做自己认为正确的事情。 |

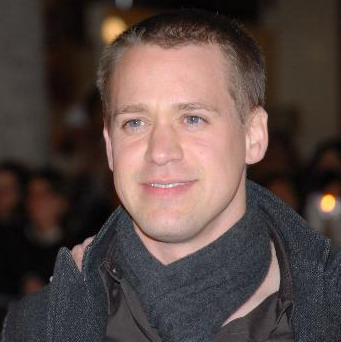
斯黛西·麦基认为梅莉迪丝·格蕾与乔治·欧麦利之间不可避免会发生性关系。

梅莉迪丝在第二季时与另一位实习医生乔治·欧麦利发生了一夜情。对此节目的编剧斯黛西·麦基表示：“事情已经发生了，无论乔治或梅莉迪丝怎么做都已无可挽回。大错已然铸成，一切都将从此不同。他们做下了一件必将影响彼此终身的事情，所以……他们都吓坏了。”梅莉迪丝的角色性格也受到了她同父异母的妹妹莱克西·格蕾一角的影响。特别是两人在性格上的相似之处，对此麦基表示：“梅莉迪丝和格蕾都希望成功，都想要坚强，想要感觉到自己很正常，她们是如此地希望人生能够完整。只是这并不容易，她们也为此挣扎。坚强并不是与生俱来的，有时候她们只能假装坚强。”还曾有人将梅莉迪丝的个性与亚历克斯·卡雷夫相比较，对此莱梅斯表达了自己的见解：
“我喜欢制造一些他和梅莉迪丝一起的瞬间。因为在我看来，他们非常相似。虽然卡雷夫有时真是个混蛋，虽然他很傲慢，虽然他还把梅毒传染给了欧麦利。但他和梅莉迪丝一样，都感到迷失、孤独。如果有来生，他们会成为非常要好的朋友。所以在整季节目中，我们会让他们不时停下来看一看对方，就像在照镜子一样。”——珊达·莱梅斯

旁派希望自己出演的角色有一条比较真实的故事线索——她希望立足实际，而不总是以优雅简洁来加以包装。对于梅莉迪丝擅自篡改临床双盲试验用药的问题旁派表示：“梅莉迪丝做的的确过火了，德里克完全有权生气。”。在这起篡改事件后，莱梅斯表示她相信梅莉迪线和谢柏德是命中注定会在一起。梅莉迪丝与克莉丝汀娜·杨的关系就像“闺蜜”一样，杨也反复以“她的人”来称呼格蕾。这也令两人被形容为“扭曲姐妹”。在第3季的最后，两人一起去度“蜜月”，莱梅斯称这是她在这一季终最喜欢的一处细节。莱梅斯还针对于一些评价认为梅莉迪丝经常“嘀咕不停”的特点表达了自己的见解：
|  | 我听到不少说法，认为梅莉迪丝老是嘀咕个不停，但事实是，她有一个（因）阿兹海默病（而死）的妈妈，没有别的家人可以倾诉，所爱的男人又已经结婚了。她是个非常孤独的人，她有权嘀咕唠叨。所以，当她失落时，那也部分是因为她没有任何东西可以依靠。就像第一集中她所说的那样，她需要一个理由来继续生活，她需要有希望。 |

## 反响

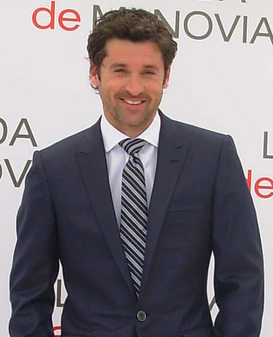
梅莉迪丝和谢柏德在第3季中的角色发展不为电视评论员看好

这个角色在电视评论员处获得的评论褒贬不一，但总体上偏于正面。《纽约时报》的亚历山大·斯坦利形容梅莉迪丝·格蕾是“《实习医生格蕾》里的女主角”。亚马逊的艾伦·A·金姆（Ellen A. Kim）认为剧集中过度使用了她那“过于简单”的嗓音。旁派没有因扮演这个角色获得第61届黄金时段艾美奖的提名，对此《洛杉磯時報》的玛丽·麦克纳马拉感到不平，认为她的工作很努力，成功地将梅莉迪丝塑造成了一个很有意思的角色，理应要有一项提名才对。《娱乐周刊》的坦纳·斯坦斯基（Tanner Stransky）称梅莉迪丝是《实习医生格蕾》“值得信赖嗓音的主人”。《明星纪事报》的前电视专栏作家阿兰·塞平沃尔（Alan Sepinwall）在对第二季最后一集进行评论时，表示自己对节目给予梅莉迪丝恋情故事的关注感到无聊：“在那些不涉及梅莉迪丝感情生活的剧情中，我倒还算喜欢她，但与她老是花痴梦中白马王子的部分相比，这样的情况太少了，更甭提那些看起来没有关联的故事线索其实个个都会变成两人恋情的隐喻，这让我真是，真实在是受不了她了。”
《实习医生格蕾》第3季中角色的发展受到了负面评价，IGN网站的克里斯托夫·孟菲特（Cristopher Monfette）称梅莉迪丝一角已经变成了“有关抑郁症的一些古怪而且缺乏足够发展的次要剧情，还给了德里克整整一季的时间来重新考虑，自己的选择是否值得。”。同样在第3季中，《紐約郵報》的罗伯特·罗克（Robert Rorke）也对梅莉迪丝一角在节目中的没落感到失望：“她曾是一个浪温困境中的女王，但之后她开始变得有些迟钝，只剩下有关白马王子的那些永无止境的独白。”帕特里夏·特里伯（Patricia Treble）也有着类似的看法，他觉得节目的第4季中有些滥用故事线索：“这些什么‘噢，我还需要更多的时间’，但‘要是你和别人交往我会吃醋’的情节早在第2季时就让人看得厌倦了，到了第3季已经让人感到沮丧，现在还来，那就只能换台了。这种他们会不会在一起的情节已经不再吸引人了，因为他们已经分分合合太多次了。梅莉迪丝就是个唠叨婆，白马王子就是个妻管严。”。不过，美国在线电视小队和《电视指南》杂志对梅莉迪丝和谢柏德的恋情给出了较为正面的评价，把他们列为“史上最佳电视情侣”之一。
旁派因出演这个角色获得了多个奖项的提名。她与《实习医生格蕾》中的一众其他演员一起获得了2006年卫星奖的最佳电视剧集群体表演奖。到了2007年的卫星奖角逐中，旁派又获得了最佳电视剧集女演员奖提名。她与《实习医生格蕾》的一众演员一起获得了第13届美国演员工会奖正剧剧类集体表演杰出成就奖，还在2006年和2008年得到过这一奖项提名。在2007年初的第64届金球奖角逐中，旁派获得了正剧类最佳电视剧女主角奖提名，而《实习医生格蕾》则成功夺得了正剧类最佳电视剧奖。同年，旁派与《实习医生格蕾》中的另外几位女性演员和剧组成员一起获得了电影女性露西奖（Women in Film Lucy Award），奖励她们在电视上作出的对女性有正面影响的贡献。旁派还因出演梅莉迪丝·格蕾获得了两项人民选择奖提名，分别是第37届人民选择奖上获得的最受欢迎电视医生提名和第38届人民选择奖上获得的最受欢迎正剧类电视女演员提名。2007年，记者汤姆·奥尼尔（Tom O'Neil）称旁派应该再为她于《实习医生格蕾》中的表演获得一项艾美奖提名。他网站的读者提名旁派角逐2009年该网站评选的最佳正剧女演员奖。《娱乐周刊》于2008年开始颁发“奖”，来表彰那些没有获得艾美奖提名的演员。旁派获得了该奖项的最佳正剧类电视剧女演员奖提名，最终得到了19%的读者投票支持，名列第4位。